# كاسوغا (فوكوكا)
مدينة كاسوغا (بالإنجليزية: Kasuga)‏ هي أحد المدن التابعة لمحافظة فوكوكا. تأسست رسميًا في 01/04/1972. ويقدر عدد سكانها بـ 107845 نسمة حسب تقدير مكتب الإحصاء الياباني لعام 2012. تبلغ مساحة كاسوغا 14.15 كم2. بكثافة سكانية تبلغ 7622 نسمة/كم2.

## أعلام
- يو أوي
- مارينا كاوانو

## روابط خارجية
- الموقع الرسمي لمدينة كاسوغا
- مكتب الإحصاءات البريطاني